# Monhystera stewarti
Monhystera stewarti är en rundmaskart som beskrevs av Satendra Khera 1971. Monhystera stewarti ingår i släktet Monhystera och familjen Monhysteridae. Inga underarter finns listade i Catalogue of Life.